# نوربرت وینر
نوربرت وینر (به انگلیسی: Norbert Wiener) (زاده ۲۶ نوامبر ۱۸۹۴- درگذشته ۱۸ مارس ۱۹۶۴) یک ریاضی‌دان آمریکایی بود.
نوربرت وینر در سال ۱۸۹۴ در کلمبیا، در ایالت میزوری یا میسوری ایالات متحده آمریکازاده شد. نوربرت نخستین فرزند لئو وینر لهستانی یهودی و مادری آلمانی و یهودی بود. وی در ۱۹۱۲ در سن ۱۸ سالگی از دانشگاه هاروارد دکترای ریاضی گرفت.
از سال ۱۹۱۹ معلم و از سال ۱۹۳۲ استاد مؤسسهٔ فناوری ماساچوست (MIT) بود. در منطق ریاضی و فیزیک نظری کار می‌کرد و در سال‌های ۱۹۳۹ تا ۱۹۴۵ در دوران جنگ جهانی دوم در شبکه‌های الکتریکی و ماشین‌های محاسبه به خصوص در ارتباط با ماشین‌های بالستیکی، کار می‌کرد. در فاصلهٔ سال‌های ۱۹۴۵ تا ۱۹۴۷ که در مکزیک کار می‌کرد به فکر یگانه کردن دانش‌هایی افتاد که کارشان مطالعهٔ روند حفظ و به‌کارگیری آگاهی‌ها و جهت دادن به آن‌ها و مدیریت و کنترل است و این دانش جدید را «سیبرنتیک» نامید.
وی دربارهٔ خود نوشته:
به این دلیل ریاضی رو آوردم که خواست پدرم بود ولی به همان اندازه در خود کشش عمیقی نسبت به فعالیت‌های عملی احساس می‌کردم، کمابیش چهار ساله بودم که خواندن را یادگرفتم، ۹ سالم بود که وارد دبیرستان شدم. بیماری چشم داشتم، به قدری بد می‌دیدم که پزشکان می‌ترسیدند به کلی بینایی خود را از دست بدهم و به همین علت موقعیت خاصی در میان بچه‌ها داشتم. پدرم نیرومند بود کار او در ترجمه بیست و چهار جلد آثار تولستوی از روسی به انگلیسی و در عرض دو سال کاری فوق‌العاده و خارج از نیروی عادی یک انسان بود. بهترین مربی من در کمبریج، برتراند راسل بود، با راهنمایی او بود که به منطق ریاضی پرداختم و یک رشته از مسایل کاملاً کلی مربوط به فلسفه ریاضی و و فلسفه دانش را به‌طور عام آموختم. راسل مرا قانع کرد که بدون آشنایی جدی با خود ریاضیات نمی‌توان به فلسفهٔ ریاضی پرداخت. به کلاس‌های درس هاردی می‌رفتم و متوجه شدم که او تنها یک معلم نمونه نیست بلکه در ضمن دانشمندی است که هر جوان ریاضی‌دان شهرت طلبی می‌تواند او را به عنوان الگو برای خود انتخاب کند.
داوید هیلبرت نیز معلم من بود هیلبرت به حل پیچیده‌ترین مسایل در همهٔ شاخه‌های ریاضیات معاصر دست می‌زد و با توانایی حیرت‌انگیزی غیرعادی‌ترین اندیشه‌های به کلی انتزاعی را با موضوع‌های مشخص فیزیکی و علمی پیوند می‌داد. وقتی در کمبریج بودم، راسل نه تنها اهمیت واقعی ریاضیات را به من شناساند بلکه مرا به ضرورت پیوند ریاضیات با فیزیک هم متقاعد کرد سپس وینر به واقعهٔ جنگ جهانی اول می‌پردازد و اضطراب‌های ناشی از آن را چنین بیان می‌کند
جنگ برای آمریکایی‌ها چند سالی دیرتر از اروپایی‌ها شروع شد ولی من از اوت سال ۱۹۱۴ بی‌وقفه در اندیشه آن بودم.
سپس وینر به کارهای اولیه خود در ریاضیات اشاره می‌کند و از ناکامی‌های حاصل در این مسیر حرف می‌زند:
در آن زمان در ریاضیات بسیار ولی بی‌حاصل کار می‌کردم می‌خواستم مهارت و تجربه‌ای را که در تفکر انتزاعی از راسل آموخته بودم در زمینهٔ توپولوژی به کار ببرم توپولوژی رشتهٔ خاصی از ریاضیات است که سر وکار آن با اشکال هندسی است و ویژگی‌های کلی آن اشکال را بررسی می‌کند. آن گاه وینر برای این که نشان دهد نوابغ به درد کارهای جنگی نمی‌خورند داستان به پشت جبهه رفتن خود را تعریف می‌کند:من وگروهی از ریاضی دانان لشکری و کشوری در مرکز آزمایش تیراندازی، واقع در آبردین در ایالت مریلند مشغول به کار شدیم کار ما این بود که جدول تیراندازی توپ‌ها را تنظیم کنیم بیش از شش ماه در آبردین بودم ابتدا به صورت شخصی و سپس به صورت سرباز. روشن شد که کودکان نابغه اصلاً“ به درد کارهای جنگی نمی‌خورند در تمام موارد دچار خطاهای بزرگ می‌شدم و اگرچه معلوم بود موارد مزبور کاملاً غیرارادی و از شرارت نیست ولی به هرحال تأثیر نامطلوبی بر جای می‌گذاشت. نمی‌توانستم با دوستانم کنار بیایم.

در فوریهٔ ۱۹۱۹ به علت بی‌لیاقتی از کار در ارتش معاف شدم. چند ماهی را با نوشتن مطلب برای روزنامه گذراندم و بعد دو اثر دربارهٔ جبر نوشتم.
وینر سرانجام در مارس سال ۱۹۶۴ در سن ۶۹ سالگی در شهر استکهلم کشور سوئد درگذشت. به افتخار این دانشمند فقید، جایزه‌هایی با عنوان «جایزه نوربرت وینر در ریاضیات کاربردی» در سال ۱۹۶۷ توسط مؤسسهٔ فناوری ماساچوست (MIT) اهدا شد.

## جوایز
رینر جوایز زیر را برده‌است:
- برنده بوچر مموریال پرایز در ۱۹۳۳ (Bôcher Memorial Prize)
- برنده ناشنال مدال آو ساینس در ۱۹۶۳ (National Medal of Science)
- جایزه نوبرت رینر در ریاضیات کاربردی (Norbert Wiener Prize in Applied Mathematics) در ۱۹۶۷ که به از سوی بخشیده شد

هم چنین یک دهانه برخورد شهاب سنگ در ماه به نام وینر نام‌گذاری شده‌است.